# Marie Destrait
Œuvres principales
- Ecart (1996)
- Sœur Sourire (2005)

Marie Destrait est une dramaturge belge née en 1961.

## Biographie
Marie Destrait est née à Bruxelles en 1961. Dès l'âge de 16 ans, elle joue, écrit et met en scène ses propres pièces. À 18 ans, elle est admise au Conservatoire royal de Bruxelles où elle suit  les cours d'art dramatique dans la classe de Claude Étienne. Parallèlement, elle entame une candidature en philologie romane aux Facultés universitaires Saint-Louis. En 1983, elle obtient le diplôme de licenciée à l'Université Catholique de Louvain.
Successivement professeur, responsable d'un service abonnements, puis employée en librairie, elle assure régulièrement la mise en scène de spectacles avec des amateurs.
En 1992, elle arrête toute activité extérieure pour se consacrer à ses trois enfants et à l'écriture de nouvelles, de sketches, d'aphorismes et surtout de théâtre. Sa pièce Ecart, publiée aux Editions Lansman en 1996 et créée par le Rideau de Bruxelles en 1997, la révèle au public et lui vaut plusieurs prix. (Prix de l'Union des artistes, prix SACD-Lansman, Prix Tenue de ville 1997 du meilleur auteur et Prix Georges Vaxelaire de l'Académie Royale de Langue et de Littérature françaises de Belgique).
En 2009, elle conçoit et réalise un spectacle médiéval dans un site historique de son village (Lillois-Witterzée) avec la complicité de plus d'une trentaine d'habitants. 
La même année, elle reprend l'enseignement en tant que professeur de français dans une école secondaire du Brabant wallon, emploi qu'elle occupe toujours actuellement[réf. nécessaire].
En 2005, sa pièce Sœur Sourire est montée au Théâtre du Méridien, à Bruxelles, et publiée grâce à la SACD (Société des auteurs et compositeurs dramatiques) (Éditions BELA).

## Œuvres
Théâtre
- Écart, Lansman, 1996
- Comme je vous comprends, in Démocratie mosaïque 3, Lansman, 1998
- Les Classes de roller, in Démocratie mosaïque 4, Lansman, 2000
- Sœur Sourire, BELA (SACD), 2005
- Le Fil de l'eau, inédit, 2010

Adaptation théâtrale
- La Troisième Marche, inédit, 2000 (adaptation de la nouvelle de Michel Lambert publiée aux éditions du Rocher, en 1999, lue au Festival de Théâtre de Spa le 19 août 2002)

## Extraits de presse
À propos de la pièce Écart
- « La première pièce de Marie Destrait révèle un tempérament d'auteur vivace, sensuel et lucide, dans une mise en scène complice… » (Philip Tirard, La Libre Belgique, 17 février 1997)
- « …la première pièce de la Belge Marie Destrait est beaucoup moins sage qu'il n'y paraît. À cause de la distance que cette jeune auteur a insufflée à l'histoire. Distance par rapport aux trois personnages, dotés de recul et d'humour quant à leur personne. Distance spatiale et temporelle aussi. Dites tout haut comme pour un dialogue, les paroles qu'échangent Pauline, Robert et Jean sont de l'ordre, normalement, des pensées. De ces phrases que d'habitude, on garde pour soi, quelque part dans un coin de sa tête. Ici elles deviennent la base même de cette pièce aussi fine dans les sentiments qu'astucieuse dans la construction narrative.… Un nouvel auteur, une histoire et un spectacle à découvrir sur la scène aventureuse du Rideau. » (Christelle Prouvost, Le Soir, 14 février 1997)

À propos de la pièce Sœur Sourire
- « Assimilée à la joie de son hit "Dominique, nique, nique", la vie de Sœur Sourire n'a pourtant rien eu de rose. Marie Destrait en tire une tragédie de haut vol, qui laisse place au rire et à l'imagination. La mise en scène est parfois trop hiératique, mais ses acteurs sont en état de grâce. » (Laurent Ancion, supplément Le Mad du Soir, Le Soir, 9 mars 2005)